# Mala Snitînka, Fastiv
Mala Snitînka (în ucraineană Мала Снітинка) este localitatea de reședință a comunei Mala Snitînka din raionul Fastiv, regiunea Kiev, Ucraina.

## Demografie
Componența lingvistică a localității Mala Snitînka
     Ucraineană (93,69%)
     Rusă (5,89%)
     Alte limbi (0,41%)
Conform recensământului din 2001, majoritatea populației localității Mala Snitînka era vorbitoare de ucraineană (93,69%), existând în minoritate și vorbitori de rusă (5,89%).